# 니시 아마네
니시 아마네(일본어: 西 周, 분세이 12년 2월 3일 (1829년 3월 7일) ~ 메이지 30년 (1897년) 1월 31일)는 일본의 계몽주의자, 서양철학자이다. 에도 막부 쇼군 도쿠가와 요시노부의 정치 고문이었으며 메이지 시대에는 귀족원의 위원이었다. 남작의 작위를 받았고 1897년 훈1등서보장을 받았다. 독일학협회학교(일본어: 獨逸学協会学校 도이쓰가쿠갓코[*], 현재의 독협중학교, 고등학교)의 초대교장을 역임하였다. 니시 슈스케(일본어: 西周助)라고도 불린다. 호(號)는 천근(天根), 녹성(鹿城).

## 생애

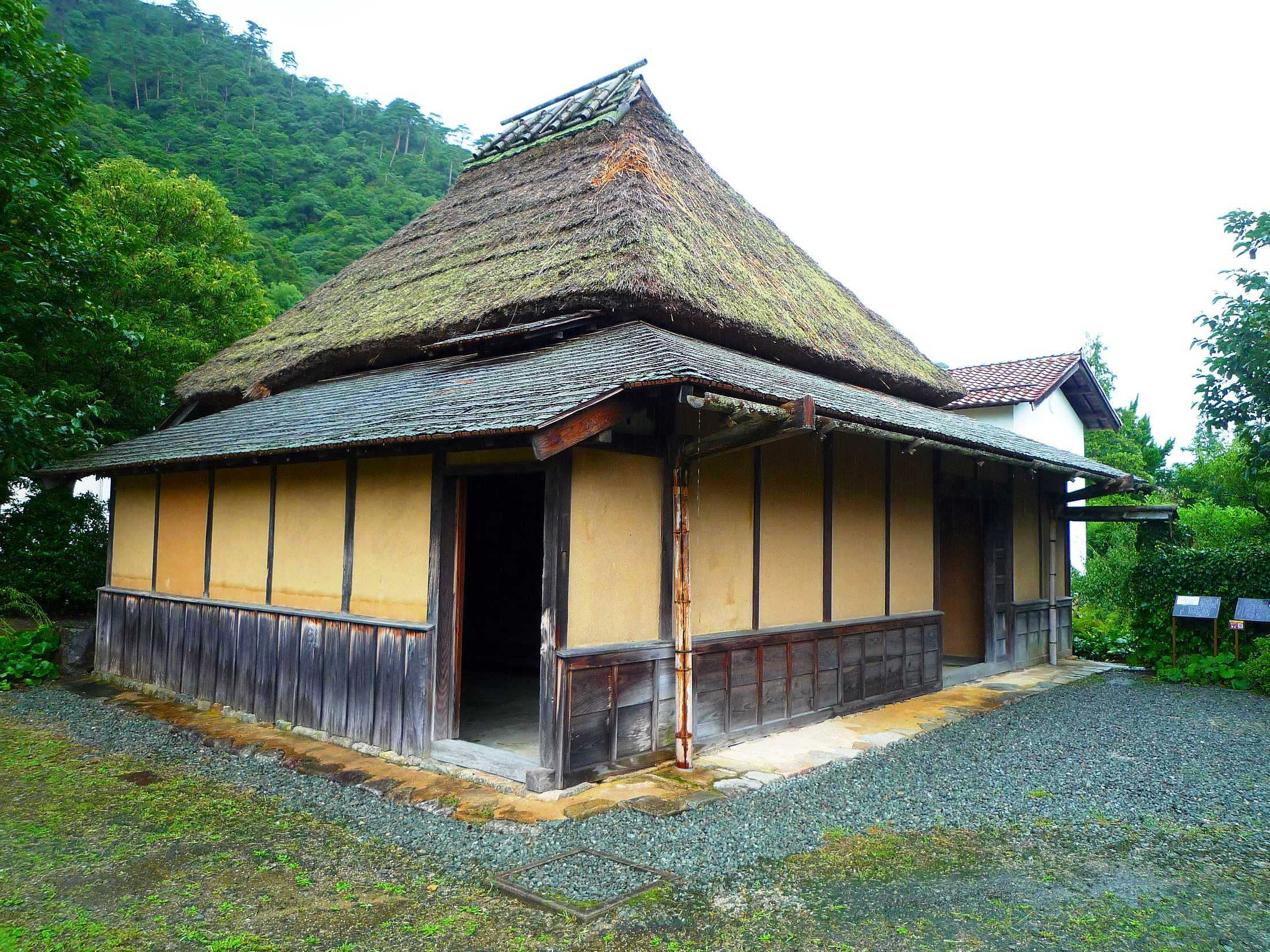
시마네현 쓰와노정에 있는 니시의 생가

이와미 쓰와노 번(현재의 시마네현, 쓰와노정)의 어전의(御典醫) 가문에서 태어났다. 아버지는 서시의(西時義)이다. 가와쿠카이에 모리 오가이의 생가가 있다. 니시의 생가에는 그가 공부하였다는 방이 보존되어 있다.
한자 소양을 기르고 의학과 주자학을 익혔다. 1841년에 양로관에서 난학을 배웠고, 1848년부터 소라이학에 경도되어 오사카로 유학했다. 페리 내항 당시 에도로 파견된 것을 계기로 정세의 급박성을 몸소 체험하고 네덜란드어를 본격적으로 익히기 시작했다. 이후 번을 떠나 양학 연구에 전념했다.
1862년 막부 파견 유학생으로서 쓰다 마미치(일본어: 津田真道), 에노모토 다케아키 등과 함께 네덜란드로 유학을 갔다. 라이덴 대학에서 사이먼 비세링(네덜란드어:  Simon Vissering,1818~1888)에게서 법학과 철학, 경제학, 국제법 등을 배웠다. 오귀스트 콩트의 실증주의, 존 스튜어트 밀의 공리주의, 칸트의 영구 평화사상으로부터 많은 영향을 받았다. 이 때, 프리메이슨에 가입하였고, 그의 입회 서명 문서는 라이덴 대학에 보존되어 있다.
1865년 귀국하여 개성소의 교수가 되었다. 에도 막부의 마지막(제15대) 쇼군인 도쿠가와 요시노부의 정치고문으로도 활약했다. 대정봉환(일본어: 大政奉還) 무렵 도쿠가와 요시노부의 정치 고문이 되었다. 1868년 막부의 초진병학교(일본어: 沼津兵学校)의 초대 교장으로 취임하였다. 1870년 메이지 정부의 병부성에서 근대 군사제도의 정비를 맡았고, 이후 문부성, 궁내성 등의 관직을 역임하였다. 《군인칙유》(일본어: 軍人勅諭, 《군인훈계》(일본어: 軍人訓戒)의 작성에 관여하는 등 군정의 정비와 그 정신의 확립에 기여했다.
1873년에는 모리 아리노리, 후쿠자와 유키치, 가토 히로유키, 나카무라 마사나오, 니시무라 시게키(일본어: 西村茂樹), 쓰다 마미치(일본어: 津田真道)와 함께 메이로쿠샤(일본어: 明六社)를 결성하여 계몽활동에 주력하였고, 이듬해 기관지 메이로쿠 잡지를 발행하였다. 근대 유럽의 학문과 사상을 일본에 소개하는 데 힘썼다.
후쿠자와 유키치 초대 회장의 뒤를 이어 도쿄 학사회원(東京学士会院, 현재의 일본학사원)의 제2대 및 제4대 회장을 역임하였고, 독일학협회중학교의 초대 교장으로 근무하였고, 1890년에는 귀족원의 의원이 되었다. 1897년 향년 68세로 사망하였다. 묘지는 도쿄도 미나토구 아오야마에 있는 아오야마 영원에 있다.

## 업적
일본제 한자어를 다수 고안하여 제안한 학자로, 후쿠자와 유키치와 더불어 서양의 Philosophy를 음역이 아닌 '희철학'으로 번역하여 부르기 시작하였으며 그 외에도 예술, 이성, 과학, 기술, 심리학, 의식, 지식, 개념, 귀납, 연역, 정의, 명제, 분해가 그가 들여온 대표적인 단어이다.

## 저서
- 1874 《서양문자로 국어 쓰기》
- 1874 《치지계몽》
- 1874 《백일신론》
- 1868 《만국공법》
  - 역서로는 쓰다 마미치(津田真道, 1829~1903)와 함께 유학지인 네덜란드 라이덴 대학에서 1962년부터 1865년까지 필기한 사이먼 피셰링의 강의록을 번역해서 1868년에 출판한 《만국공법》이 있다. 이 책은 헨리 휘턴(Henry Wheaton, 1785~1848)이 쓴 《Elements of International Law》(1836)을 미국인 선교사 윌리엄 마틴(William A.P. Martin, 1827~1916)이 중국에서 딩웨이량(중국어 정체자: 丁韙良)이라는 이름으로 번역해서 한역(韓譯)으로 낸 《만국공법》(1964)과 제목은 같아도 별개의 것이다. 그 한역 《만국공법》에 니시 아마네가 구두훈점(訓點)을 붙여 막부 개성소에서 1865년에 출간한 휘턴의 《만국공법》 번각본(飜刻本)이 일본어 번역판이다. 피셰링의 강의록을 번역한 니시 아마네 자신의 《만국공법》과 완전히 다른 것이니 구분해야 한다.[4][5] 피셰링의 강의 중 국제법을 번역한 것이 《만국공법》이고, 자연법을 정리한 것이 《성법략(性法略)》인데, 니시의 번역 원고가 그만 분실되는 바람에 친구인 간다 다카히라(神田孝平, 1830~1898)가 다시 번역하여 1971년에 간행되었다.[6]
- 1870 《백학연환(百學連環)》 pdf[깨진 링크(과거 내용 찾기)]
  - 이 외에도 니시는 자신이 1870년에 개설한 사숙 '육영사(育英社)'에서 행한 특별강연을 책으로 엮은 〈백학연환(百學連環)〉을[7] 쓴 것으로도 유명하다. 니시는 《5개안 서문》의 초고를 집필하였다고도 한다.
- 1873? 《생성발온(生性發蘊)》 pdf[깨진 링크(과거 내용 찾기)]
- 1882? 헌법초안[8]

## 같이 보기
- 가메이 고레아키(亀井茲明)